# Conde de Saint Germain
El conde de Saint Germain (26 de mayo de 1693-27 de febrero de 1784) fue un enigmático personaje, descrito como cortesano, aventurero, inventor, alquimista, pianista, violinista y compositor aficionado, conocido por ser una figura recurrente en varias historias de temática ocultista.
Algunas fuentes citan que, en realidad, el famoso sobrenombre francés proviene del latín Sanctus Germanus, es decir, Santo Hermano. Otras fuentes creen que adoptó el nombre de la localidad de San Germano en el Tirol italiano, donde su padre tenía posesiones. Aunque no se sabe dónde nació, lo más probable es que fuera en un castillo de los montes Cárpatos, hijo del último príncipe de Transilvania, Francisco Rákóczi II, y su primera esposa Teleky. A pesar de ello, su muerte está registrada el 27 de febrero de 1784 en Eckernförde (Schleswig). Su historia está escrita en La muy santa trinosofía —más conocida cómo La santísima trinosofía—. Ese es el único libro que escribió; por lo tanto, los demás libros que se le atribuyen son apócrifos. Formó parte de la francmasonería. Aunque no fue contrario a la monarquía de Francia, los consejos que dio en esa corte para tratar de evitar la revolución no fueron tomados en cuenta.

## Biografía
El misterioso y enigmático Conde de Saint Germain, conocido como el Maestro Ray Sol, dio mucho de que hablar en Europa durante el siglo XVIII. Frecuentaba las cortes europeas, trataba con los reyes y la alta aristocracia, era muy respetado y admirado por su gran erudición, sus aptitudes y poderes, así como por su porte distinguido y su elegancia personal. Tenía un misterioso encanto, un gran atractivo. Fue muy apreciado por los reyes, altos personajes, por la nobleza en general, especialmente, por el libertino Luis XV de Francia, Pedro el Grande y Catalina de Rusia. En 1758, ya era conocido en Francia y Rusia y en varias partes del mundo, defendiendo los ideales de Libertad, Igualdad y Fraternidad.
Se desconocía el origen de su fortuna, su nacionalidad y si tenía esposa e hijos. Era un hombre muy educado, elegante y noble[cita requerida]. Se dice que hablaba a la perfección francés, inglés, español, italiano, chino, árabe, alemán, ruso, portugués, latín y sánscrito[cita requerida]. También tenía vastos conocimientos sobre política, artes, ciencias, poesía, medicina, química, música y pintura. No permanecía mucho tiempo en un lugar y viajaba constantemente por toda Europa, cuando se cansaba iba al Tíbet, África o Turquía. Se cuenta, además, que era ambidiestro[cita requerida].
Las primeras menciones históricas sobre el conde de Saint Germain se remontan a 1740, cuando se convirtió en un asistente habitual de los eventos más selectos de Viena. El conde, que entonces tendría unos treinta o cuarenta años de edad, vestía de forma muy elegante, y llevaba siempre encima una gran cantidad de diamantes, que utilizaba en vez de dinero. Estando en Austria, parece que Saint Germain fue capaz de sanar contra todo pronóstico al mariscal francés Belle Isle, que había sido herido de gravedad en Alemania[cita requerida]. En agradecimiento, el militar le llevó a París, donde puso a su disposición un laboratorio muy bien equipado. Fue precisamente en esta ciudad donde empezó a forjarse la leyenda de Saint Germain. Según otras versiones, el conde de Saint Germain aparece en Francia en 1758 procedente de Holanda, Inglaterra y Alemania, países que había estado visitando en misiones políticas.
De este modo, en Chroniques De L'oeil-de-boeuf: Des Petits Appartements De La Cour Et Des Salons De Paris Sous Louis XIV, La Régence, Louis XV, Et Louis XVI, de George Touchard-Lafosse, se encuentra escrita una anécdota en la que el conde afirma ante una anciana condesa haberla conocido cuando era joven, lo que daba a entender que el conde tenía más de cien años, cuando sólo aparentaba unos cuarenta. "Yo soy muy viejo", señaló el conde sonriendo. El "inmortal" conde de Saint Germain se convirtió de esta forma en toda una leyenda urbana de la época, y empezaron a correr todo tipo de rumores sobre él, entre ellos, que había estado presente incluso en las fiestas de las bodas de Caná. Para muchos su aspecto era de permanente y radiante juventud.
A finales de 1745 pudo haber sido arrestado en Londres, acusado de apoyar la causa de los Estuardo. Eso parece desprenderse de una carta oficial en la que se relata el arresto de "un hombre extraño que se hace llamar conde de Saint Germain; no dice a nadie quién es ni de dónde viene. Admite que éste no es su verdadero nombre. Canta y toca el violín magníficamente; está loco". Tras ser sorprendentemente liberado, volvió a Versalles donde se convirtió en uno de los personajes más próximos a Luis XV y a madame Pompadour, con la que se le llegó a relacionar íntimamente. En 1760 el Rey de Francia le envió a La Haya como representante personal para negociar un préstamo con Austria para ayudar a financiar la guerra contra Inglaterra. Allí, sin embargo, no sólo se enfrentó con su antiguo amigo Casanova, sino que fue acusado por el duque de Choiseul, ministro de Asuntos exteriores del Rey Luis, de conspiración contra Francia, lo que precipitó su huida.
Según parece, en Holanda, bajo el nombre de "conde de Surmount", amasó una gran fortuna vendiendo ungüentos, pócimas y preparados para combatir cualquier mal, incluso la muerte; pero aunque las acusaciones de timador y conspirador le perseguirían allá a donde fuera —se rumoreó incluso que precipitó las cosas para que el ejército ruso colocara en el trono a Catalina la Grande—, su natural disposición para la diplomacia le granjeó numerosos aliados en toda Europa.

### La leyenda y sus apodos
Se desenvolvía en altos círculos sociales. Al llegar a Francia y entablar amistad con el rey Luis XV y madame de Pompadour ocasionó la envidia de los cortesanos y de una parte de la aristocracia, siendo perseguido por detractores como Casanova, el Duque de Choisseul y el señor D'Affy.
Por esta y otras razones el conde fue conocido, en épocas y lugares distintos, como "marqués de Montferrat", "marqués de Aymar", "conde de Belmar", de "Soltikov", de "Welldone", de "Monte Cristo" y de "Saint Germain", "caballero de Schoening", "monsieur Surmont", "Zanonni" y "príncipe Rackoczy".
Entre algunas de las historias, muchas falsas o mal documentadas atribuidas a su tergiversada figura, tenemos las siguientes:
- En Holanda se dio a conocer como "el conde de Surmont". Se dedicó a recoger dinero para construir un laboratorio para elaborar pinturas y colorantes. Además de tratar el "ennoblecimiento de los metales" (alquimia).

- Reaparece más tarde en Tournai, Bélgica, adoptando la identidad de "marqués de Montferrat".

- En 1768 se le sitúa en Rusia, en una conferencia junto a la Emperatriz Catalina la Grande. Allí fue nombrado consejero del conde Alexéi Orlov, jefe de las Fuerzas imperiales rusas. Y más tarde fue declarado oficial del ejército ruso, haciéndose llamar "general Welldone".

- Años más tarde (1774) se le sitúa en Núremberg con Carlos Alejandro y margrave de Brandeburgo, también con la intención de instalar otro laboratorio. Allí se presenta como el "príncipe Rakoczy", y conocido también como "Saint Germain"; luego partió en 1776.

- Se presenta en Leipzig ante el príncipe Federico Augusto de Brunswick como francmasón de cuarto grado.

- En 1779 se presenta en la que sería una de sus últimas residencias, Eckernförde, Schleswig, Alemania. Documentos de Francia dicen que murió en la residencia del príncipe Carlos de Hesse-Cassel.

- Realiza una labor política de liberación en Rusia durante el reinado de Pedro III de Rusia y de Catalina II de Rusia.

- Inspiró a Adam Weishaupt en la creación de los Iluminados de Baviera y siguió de cerca sus movimientos al introducirse en la Masonería.

- En la actualidad es tomado como un referente místico dentro de la escuela de la "metafísica cristiana" de Conny Méndez y en distintas doctrinas esotéricas.

- En inicios del siglo XX una leyenda folclórica de Nueva Orleans, en 1902 un tal hombre Jacques Saint-Germain, con mucho dinero, gran carisma y ostentosa vestimenta llegó a la ciudad; se decía que muchas mujeres se iban encantadas a pasar con él en su gran casa, pero resultó que después de tantas desapariciones de estas mujeres, los pobladores empezaron a dudar de él. El relato tiene finales distintos: en algunos lo encuentran en la casa y este escapa, en otros simplemente no estaba en la casa pero sí los cadáveres de su víctima con mordiscos en el cuello, por lo que es una de las leyendas vampiricas que tanto adornan a la ciudad de Luisiana. Hasta el día de hoy hay viajes turísticos que la toman en consideración y parte de su ruta es a la supuesta casa de este vampiro en Nueva Orleans.[8]

## En la cultura popular

### Televisión
- En la serie Outlander (Temporada 2), durante la estadía de James y Claire en Francia, aparece como un personaje malicioso dedicado al comercio y a las artes ocultas.

### Libros
- En la trilogía La ultima viajera en el tiempo de Kerstin Gier es el villano de la historia y crea una sociedad secreta en Londres cuyo objetivo es crear la piedra filosofal.
- En el relato del escritor ruso Alexander Pushkin La dama de picas, donde, si bien no llega a aparecer como personaje, tiene una importancia fundamental en la trama, funcionando como una especie de figura mefistofélica.
- En la novela El péndulo de Foucault de Umberto Eco, Saint-Germain es uno de los nombres usados por el personaje Agliè, un elegante y rico aristócrata gran erudito en esoterismo y hermetismo, que en ocasiones habla de personajes históricos remotos como si los hubiera conocido en persona.
- En la serie de libros "Los secretos del inmortal Nicolas Flamel" escritos por Michael Scott (escritor), hace su aparición en el libro El mago: Los secretos del inmortal Nicolas Flamel. El Conde de Saint-Germain es una estrella de rock actual, (muy popular en Alemania) y es "El Maestro del Fuego", adicionalmente es uno de los aprendices de Nícolas Flamel.

### Manga
- Como un Drifter en el manga, y posterior adaptación de anime, de Drifters (escrito e ilustrado por Kōta Hirano), en donde es trasladado a un mundo paralelo donde es conocido como el Conde de Saint-Germi, quien junto a Adolf Hitler fundó el Imperio Orte.
- Saint-Germain es un personaje de la novela visual adaptada al anime Code: Realize - Sōsei no Himegimi -.[9]
- Conde de Saint Germain es uno de los nombres de un misterioso y antiguo vampiro en el manga Vanitas no Carte de Jun Mochizuki.
- Conde de Saint Germain es el nombre atribuido a un personaje alienígena con abrumantes poderes sobrenaturales en el manga Dandadan de Yukinobu Tatsu.

### Anime
- Uno de los personajes secundarios en el manga (2011) y luego anime (2014) Nobunagun es Saint Germain, integrante de la agencia gubernamental DOGOO, cuyos agentes empuñan armas infundidas con los espíritus de personajes históricos en contra de monstruos llamados "Objetos Invasores Evolucionarios" (進化侵略体?) que no pueden ser derrotados por el ejército convencional. Se le atribuye el poder sobrenatural de vivir eternamente y en cada muerte regenerar en un ser joven.
- Reaparece como un personaje secundario en la serie Castlevania de Netflix durante la tercera temporada de la serie, inclusive dándole protagonismo en varios capítulos, aunque sin dejar de lado el misterio que siempre ha rodeado a su personaje.
- También aparece como personaje secundario y mano derecha del Duque de Orleans en la serie de anime Le Chevalier D'Eon.

### Videojuegos
- En el videojuego Card Shark (2022) el conde Saint Germain es el mentor e incitador de la aventura de nuestro protagonista, la historia se centra en un intento de romper las tensiones de Francia de la época del 1701-1800, mientras hacemos trampas jugando a las cartas.
- En el videojuego Castlevania: Curse of Darkness (2005), El conde Saint Germain aparece como personaje secundario y un viajero del tiempo que ayuda al protagonista y tiene enfrentamientos ocasionales con uno de los antagonistas principales llamado Death.

### Cine
- La película británica de 1949 La dama de picas, basada en el relato homónimo de Alexander Pushkin, dirigida por Thorold Dickinson  y protagonizada por Anton Walbrock como Hermann; al igual que en el relato original, el Conde no llega a aparecer, pero es como una suerte de figura fantasmal y mefistofélica de gran importancia para la trama, al ser él el que revela a la Princesa Ranevskaya el secreto para obtener siempre la victoria en las partidas de faraón (juego de cartas muy popular en el siglo XVIII), y que, a su vez, Hermann ansía poseer; Saint Germain funge, asimismo, como una suerte de villano.